# Курупита гвианская
Куру́пита гвиа́нская (лат. Couroupita guianensis) — вечнозелёное каулифлорное дерево рода Курупита семейства Лецитисовые с родиной в тропиках Латинской Америки.
В странах Латинской Америки и в англоязычной литературе это растение называют «деревом пушечных ядер» (англ. cannonball tree; исп. bala de cañón; фр. L’arbre Boulet de canon) за его массивные круглые плоды. В русскоязычной литературе встречается название «пушечное дерево».

## Описание

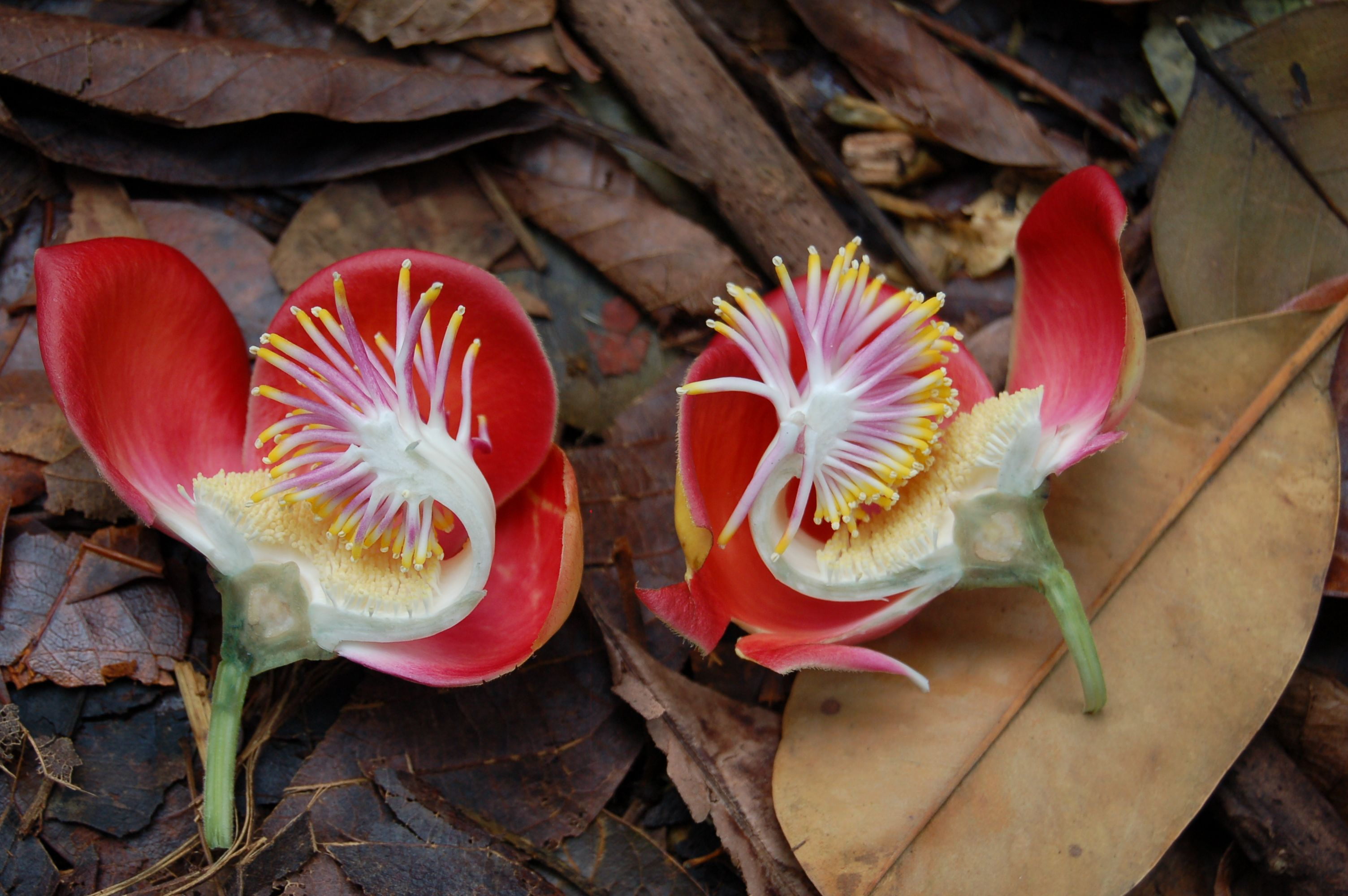
Цветок в разрезе

Ствол прямой, цилиндрический, 30—35 м в высоту.
Листья ланцетовидные или узкояйцевидные, тонкие, суженные к основанию, скученные на концах ветвей, 8—30 (до 57) см длиной и 3—10 см шириной.
Соцветия кистевидные, древеснеющие, длиной 12—60 (до 80) см, растут на стволе по всей его высоте. Цветки зигоморфные, ароматные, 5—6 см в диаметре. Чашечка 6-дольная, около 5 см в диаметре. Лепестки числом 6, восковые, от оранжевого до алого цвета. Андрофор с одной стороны удлинён и нависает над центром цветка в форме уплощённого капюшона, состоящего из сросшихся тычиночных нитей (такой придаток обусловливает специализацию цветка к опылителям из рода пчёл-плотников). «Капюшон» имеет белую или желтоватую окраску, по краям розовый, на конце несёт множество выделяющих нектар стаминодиев, белых у основания, далее розовых с жёлтыми кончиками. Фертильные тычинки образуют кольцо у основания андрофора; их белые нити срощены более чем на полдлины, пыльники — бледно-жёлтые.
Плоды ягодовидные, большие, толстостенные, тяжёлые, сферические, 14—24 см диаметром, содержат много семян (200—300 штук). Созревают в течение 8—9 месяцев, затем падают, часто раскалываясь и обнажая белую желеобразную мякоть.

## Ареал
Природный ареал охватывает периэкваториальные тропики Латинской Америки в Панаме, Венесуэле, Гайяне, Суринаме, Гвиане, в амазонских тропических лесах Колумбии, Эквадора, Перу и северных штатов Бразилии. 
В качестве интродуцента вид натурализовался на юго-востоке Бразилии, в Коста-Рике, Гондурасе, на Антильских островах и в Бангладеше.

## Применение
Мякоть плодов съедобна, но, окисляясь на воздухе, быстро приобретает синеватый цвет и неприятный запах, поэтому почти не употребляется в пищу.
Мякоть плодов добавляется в корм курам, мускусным уткам, индейкам и свиньям.
Благодаря аккуратной кроне и своеобразным цветкам и плодам курупита гвианская популярна в городском озеленении во многих странах с тропическим и субтропическим климатом.
Экстракты растения рассматриваются как перспективный источник лекарственных средств и пестицидов.

## Галерея

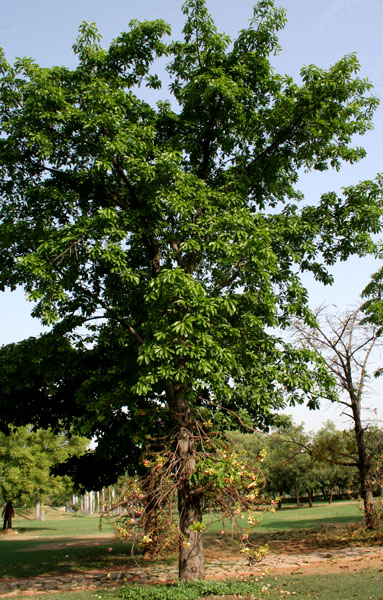
Крона
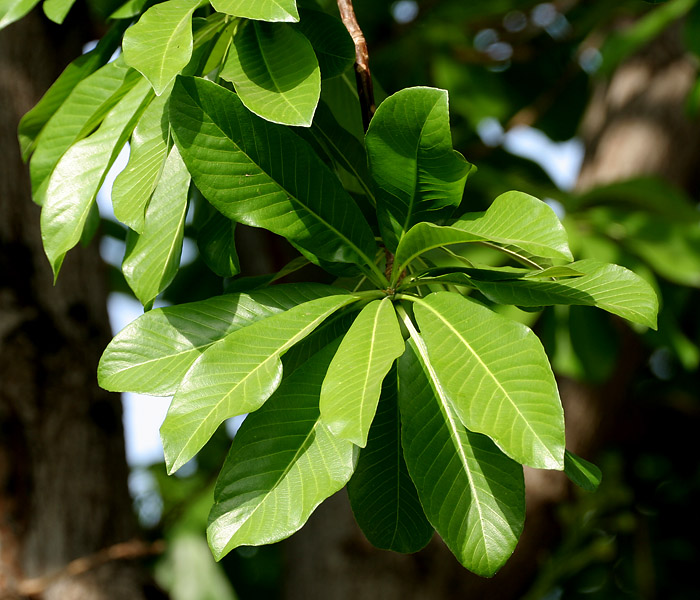
Листья
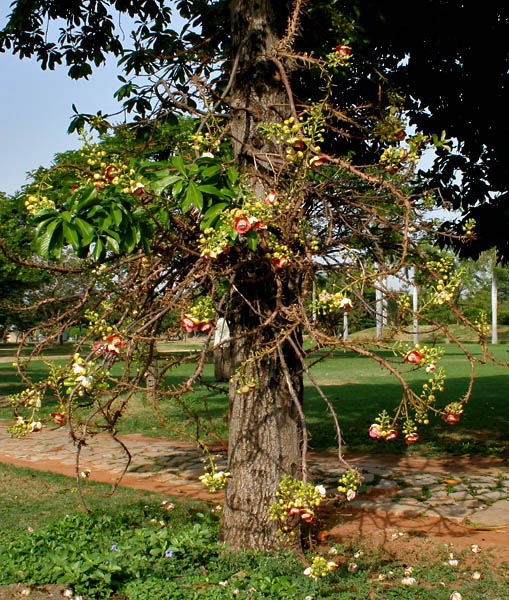
Ствол с соцветиями и соплодиями
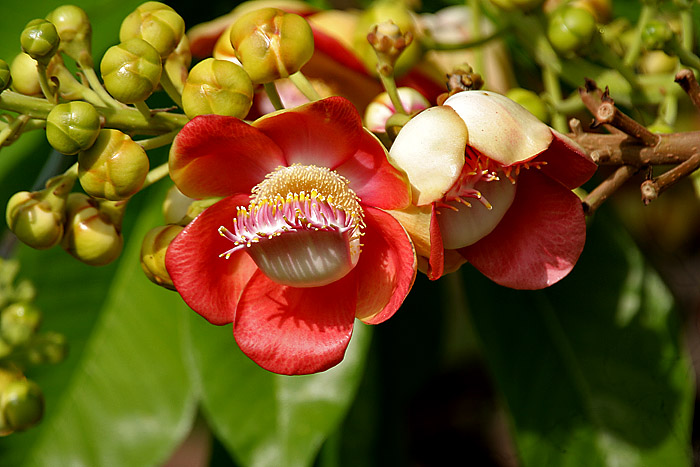
Соцветие
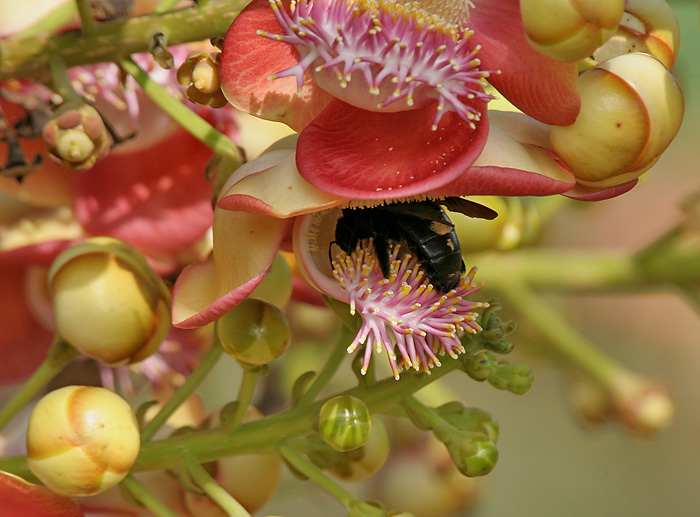
Опыление цветка пчелой-плотником
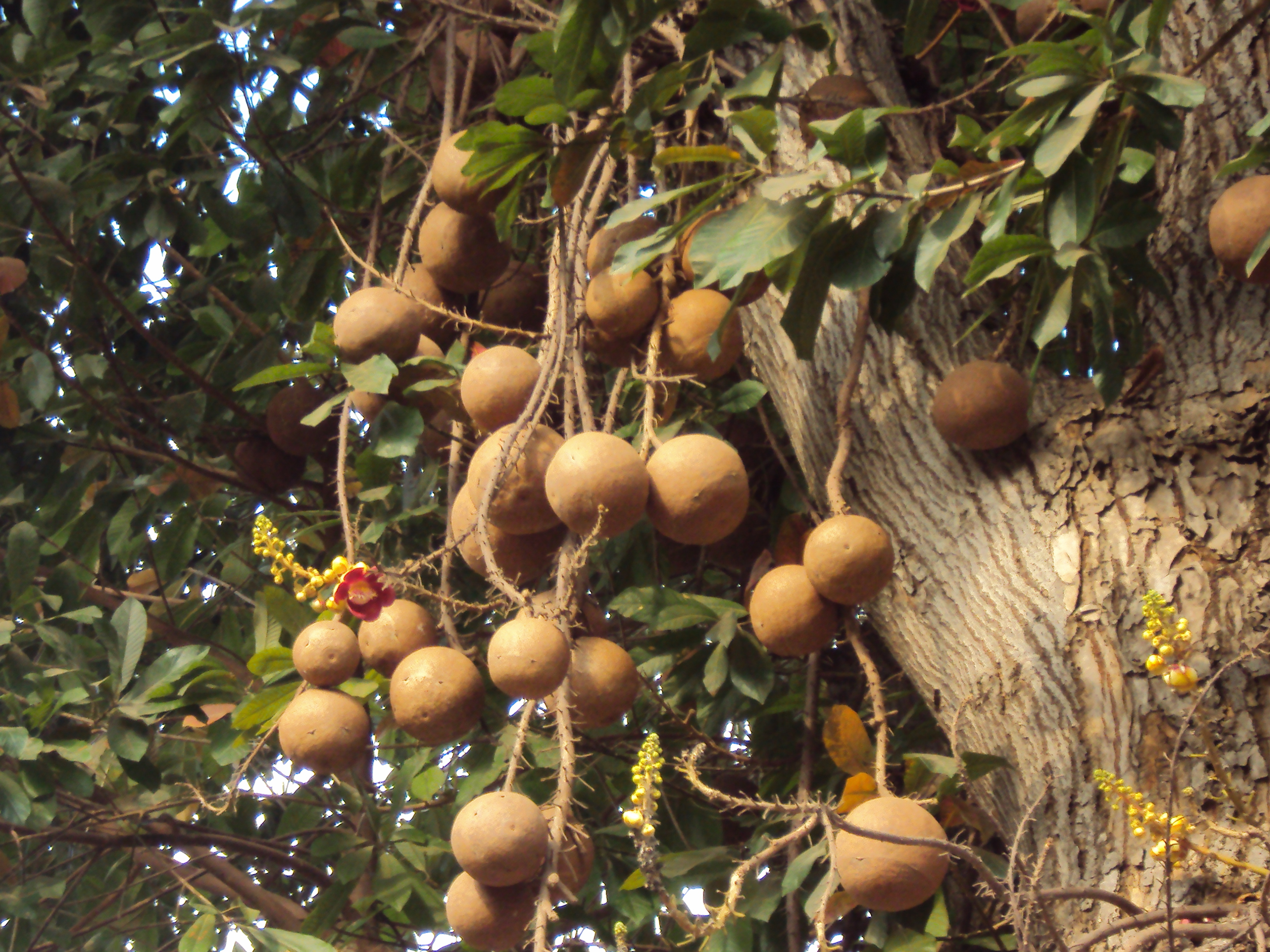
Соплодия
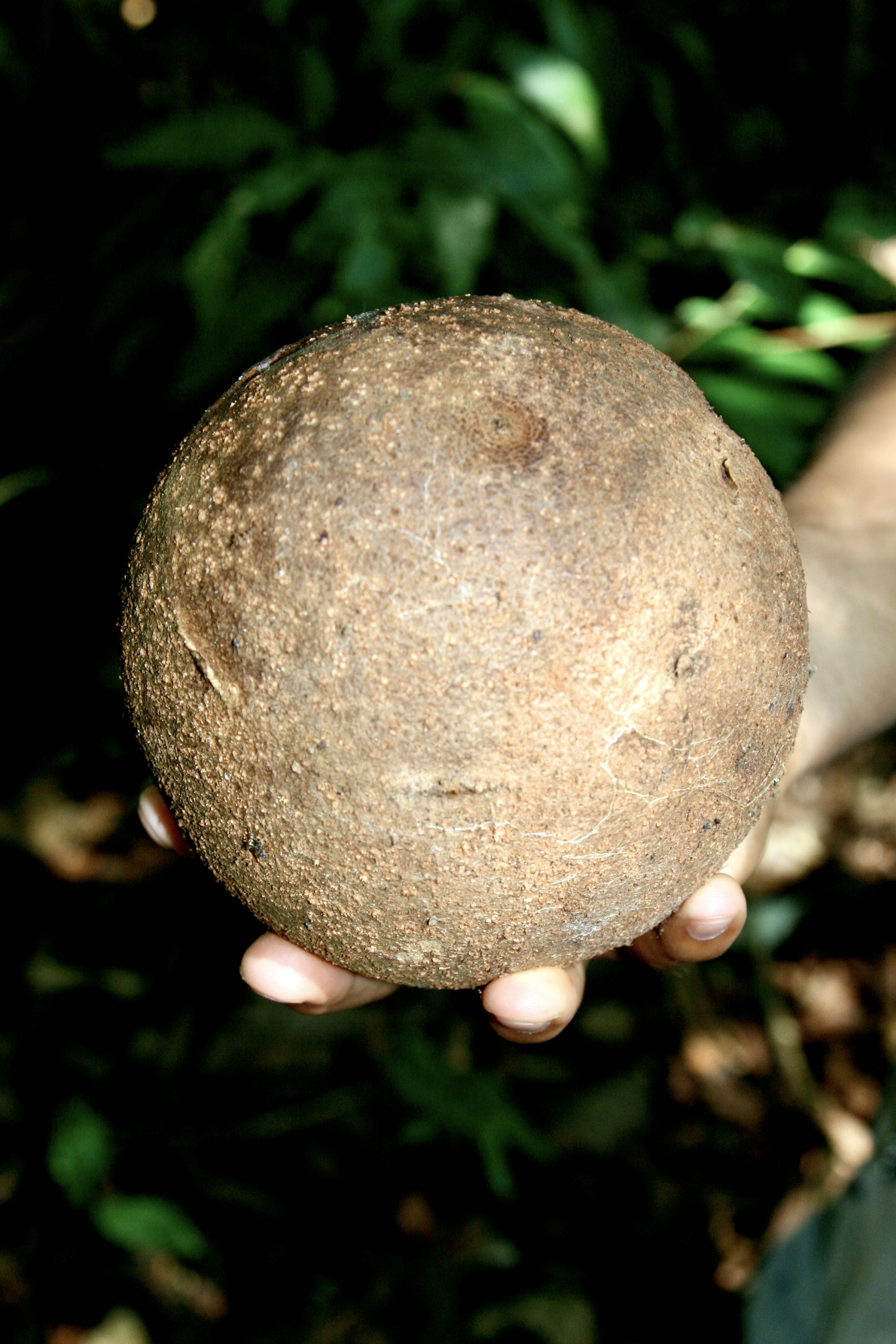
Плод